# 小行星6170
小行星6170（英語：6170 Levasseur）是一颗围绕太阳公转的小行星。1981年4月5日，愛德華·鮑威爾在可可尼诺县发现了此天体。
这颗小行星的绝对星等为103.7166586939337等。